# Колхозен пазар (Варна)
Колхозен пазар е квартал във Варна около едноименния Колхозен пазар (най-големия пазар за плодове и зеленчуци в града), дал името на прилежащия квартал в градския център.
Разположен е между кв. „Христо Ботев“ и Погребите на юг, Районния съд на изток и кв. „Иван Рилски“ и кв. Максуда на запад. Той е сред най-оживените квартали в града заради пазара и останалите търговски обекти намиращи се там. В квартала има 2 основни училища и няколко детски градини.